# مهر مکرتچیان (بوکسور)
مهر مکرتچیان (انگلیسی: Mger Mkrtchyan؛ زادهٔ ۱۲ نوامبر ۱۹۷۶) یک بوکسور بازنشسته حرفه‌ای اهل ارمنستان است که عنوان فوق میان وزن EBU و عنوان فوق میان وزن WBO منطقه آسیا اقیانوسیه را در اختیار داشت.

## حرفه‌ای
مکرتچیان نخستین مسابقه خویش را در تاریخ ۲۹ نوامبر ۲۰۰۰ انجام داد. در تاریخ ۱۹ نوامبر ۲۰۰۲ در ۱۵ مبارزه و ۱۴ برد وی نخستین عنوان فوق میان وزن WBO منطقه آسیا-اقیانوسیه خویش را با غلبه واهه کوچاریان در سن پترزبورگ کسب نمود.